# The Losing Fight
The Losing Fight est un film muet américain réalisé par Colin Campbell et sorti en 1914.

## Fiche technique
- Réalisation : Colin Campbell
- Scénario : Colin Campbell
- Date de sortie : États-Unis : 7 novembre 1914

## Distribution
- Kathlyn Williams
- Charles Clary
- Wheeler Oakman
- Frank Clark
- Gertrude Ryan
- Tom Mix
- Old Blue, le cheval de Tom Mix